# ISO 3166-2:PL
ISO 3166-2:PL es la entrada para Polonia en ISO 3166-2, parte de los códigos de normalización ISO 3166 publicados por la Organización Internacional de Normalización (ISO), que define los códigos para los nombres de las principales subdivisiones (p.ej., provincias o estados) de todos los países codificados en ISO 3166-1.
En la actualidad, para Polonia los códigos ISO 3166-2 se definen para 16 voivodatos.
Cada código consta de dos partes, separadas por un guion. La primera parte es PL, el código ISO 3166-1 alfa-2 para Polonia. La segunda parte tiene dos cifras.

## Códigos actuales
Los nombres de las subdivisiones se ordenan según el estándar ISO 3166-2 publicado por la Agencia de Mantenimiento ISO 3166 (ISO 3166/MA).
Los nombres de las subdivisiones se ordenan en orden alfabético polaco: a, ą, b-c, ć, d-e, ę, f-l, ł, m-n, ń, o, ó, p-s, ś, t-z, ź, ż.
Pulsa sobre el botón en la cabecera para ordenar cada columna.
| Código | Nombre de la subdivisión (pl) | Nombre de la subdivisión (es) |
| ------ | ----------------------------- | ----------------------------- |
| PL-02  | Dolnośląskie                  | Baja Silesia                  |
| PL-04  | Kujawsko-pomorskie            | Cuyavia y Pomerania           |
| PL-06  | Lubelskie                     | Lublin                        |
| PL-08  | Lubuskie                      | Lubusz                        |
| PL-10  | Łódzkie                       | Lodz                          |
| PL-12  | Małopolskie                   | Pequeña Polonia               |
| PL-14  | Mazowieckie                   | Mazovia                       |
| PL-16  | Opolskie                      | Opole                         |
| PL-18  | Podkarpackie                  | Subcarpacia                   |
| PL-20  | Podlaskie                     | Podlaquia                     |
| PL-22  | Pomorskie                     | Pomerania                     |
| PL-24  | Śląskie                       | Silesia                       |
| PL-26  | Świętokrzyskie                | Santa Cruz                    |
| PL-28  | Warmińsko-mazurskie           | Varmia y Masuria              |
| PL-30  | Wielkopolskie                 | Gran Polonia                  |
| PL-32  | Zachodniopomorskie            | Pomerania Occidental          |

## Cambios
Los siguientes cambios de entradas han sido anunciados en los boletines de noticias emitidos por el ISO 3166/MA desde la primera publicación del ISO 3166-2 en 1998, cesando esta actividad informativa en 2013.
| Informe                       | Fecha de emisión                     | Descripción del cambio reportado | Cambio de código o subdivisión |
| ----------------------------- | ------------------------------------ | --- | --- |
| Boletín I-1                   | 2000-06-21                           | Introducción de una disposición de subdivisiones completamente nueva | Disposición de la subdivisión:49 provincias (véase abajo) → 16 provincias |
| Boletín II-3                  | 2011-12-13 (corregido el 2011-12-15) | Reordenación alfabética y actualización del origen de la lista | |
| Plataforma en línea de la ISO | 2018-11-26                           | Cambia la definición de la categoría: de provincia a voivodato (from province to voivodship en inglés y de région à voïvodie en francés); Cambian los códigos de subdivisión: de PL-DS a PL-02, de PL-KP a PL-04, de PL-LB a PL-08, de PL-LD a PL-10, de PL-LU a PL-06, de PL-MA a PL-12, de PL-MZ a PL-14, de PL-OP to PL-16, de PL-PD to PL-20, de PL-PK to PL-18, de PL-PM to PL-22, de PL-SK to PL-26, de PL-SL to PL-24, de PL-WN to PL-28, de PL-WP to PL-30 y de PL-ZP to PL-32; se actualizan los orígenes de la lista y de los códigos | Cambio de categoría:provincia → voivodato Cambio de códigos: DS → 02 KP → 04 LB → 08 LD → 10 LU → 06 MA → 12 MZ → 14 OP → 16 PD → 20 PK → 18 PM → 22 SK → 26 SL → 24 WN → 28 WP → 30 ZP → 32 |

### Códigos anteriores al informe I-1
| Código anterior | Nombre de la subdivisión (pl) |
| --------------- | ----------------------------- |
| PL-BP           | Biała Podlaska                |
| PL-BK           | Białystok                     |
| PL-BB           | Bielsko-Biała                 |
| PL-BY           | Bydgoszcz                     |
| PL-CH           | Chełm                         |
| PL-CI           | Ciechanów                     |
| PL-CZ           | Częstochowa                   |
| PL-EL           | Elbląg                        |
| PL-GD           | Gdańsk                        |
| PL-GO           | Gorzów                        |
| PL-JG           | Jelenia Góra                  |
| PL-KL           | Kalisz                        |
| PL-KA           | Katowice                      |
| PL-KI           | Kielce                        |
| PL-KN           | Konin                         |
| PL-KO           | Koszalin                      |
| PL-KR           | Kraków                        |
| PL-KS           | Krosno                        |
| PL-LG           | Legnica                       |
| PL-LE           | Leszno                        |
| PL-LU           | Lublin                        |
| PL-LO           | Łomża                         |
| PL-LD           | Łódź                          |
| PL-NS           | Nowy Sącz                     |
| PL-OL           | Olsztyn                       |
| PL-OP           | Opole                         |
| PL-OS           | Ostrołęka                     |
| PL-PI           | Piła                          |
| PL-PT           | Piotrków                      |
| PL-PL           | Płock                         |
| PL-PO           | Poznań                        |
| PL-PR           | Przemyśl                      |
| PL-RA           | Radom                         |
| PL-RZ           | Rzeszów                       |
| PL-SE           | Siedlce                       |
| PL-SI           | Sieradz                       |
| PL-SK           | Skierniewice                  |
| PL-SL           | Słupsk                        |
| PL-SU           | Suwałki                       |
| PL-SZ           | Szczecin                      |
| PL-TG           | Tarnobrzeg                    |
| PL-TA           | Tarnów                        |
| PL-TO           | Toruń                         |
| PL-WB           | Wałbrzych                     |
| PL-WA           | Warszawa                      |
| PL-WL           | Włocławek                     |
| PL-WR           | Wrocław                       |
| PL-ZA           | Zamość                        |
| PL-ZG           | Zielona Góra                  |

### Códigos anteriores a la actualización el 26 de octubre de 2018
| Código anterior | Nombre de la subdivisión (pl) |
| --------------- | ----------------------------- |
| PL-DS           | Dolnośląskie                  |
| PL-KP           | Kujawsko-pomorskie            |
| PL-LU           | Lubelskie                     |
| PL-LB           | Lubuskie                      |
| PL-LD           | Łódzkie                       |
| PL-MA           | Małopolskie                   |
| PL-MZ           | Mazowieckie                   |
| PL-OP           | Opolskie                      |
| PL-PK           | Podkarpackie                  |
| PL-PD           | Podlaskie                     |
| PL-PM           | Pomorskie                     |
| PL-SL           | Śląskie                       |
| PL-SK           | Świętokrzyskie                |
| PL-WN           | Warmińsko-mazurskie           |
| PL-WP           | Wielkopolskie                 |
| PL-ZP           | Zachodniopomorskie            |